# Ana Isabel Alonso
Ana Isabel Alonso (Ana Isabel Alonso Nieto; * 16. August 1963 in Villaherreros, Provinz Palencia) ist eine ehemalige spanische Langstreckenläuferin.

## Leben
Nationale Titel errang sie siebenmal im Crosslauf (1984, 1985, 1987–1990, 1999), zweimal über 3000 m (1983 und 1987), einmal über 5000 m (1984), viermal über 10.000 m (1985, 1988, 1991 und 1994), einmal im Halbmarathon (1999) und zweimal im Marathon (1992 und 1994).
Bei den Leichtathletik-Weltmeisterschaften 1987 in Rom kam sie über 10.000 m auf den 19. Platz. Bei den Olympischen Spielen 1988 in Seoul schied sie über dieselbe Distanz im Vorlauf aus.
In den 1990er Jahren wandte sie sich verstärkt dem Straßenlauf zu. Dreimal siegte sie beim San-Sebastián-Marathon: 1992, 1994 und schließlich 1995 mit dem aktuellen Landesrekord von 2:26:51 h. Beim Marathon der Weltmeisterschaften 1993 in Stuttgart belegte sie den 17. Rang, bei den Halbmarathon-Weltmeisterschaften 1995 wurde sie Siebte, und beim Marathon der Olympischen Spiele 1996 in Atlanta lief sie auf Platz 49 ein.
1997 und 1998 gewann sie den Barcelona-Marathon, 1999 wurde sie Dritte beim Rotterdam-Marathon und 15. beim Marathon der Weltmeisterschaften 1999 in Sevilla, und im letzten Jahr ihrer Karriere gewann sie den Rotterdam-Marathon und kam bei den Olympischen Spielen 2000 auf den 30. Platz.

## Persönliche Bestzeiten
- 3000 m: 9:02,63 min, 28. August 1988, Koblenz
- 5000 m: 15:55,53 min, 19. Juli 1987, Hengelo
- 10.000 m: 32:28,7 min, 30. Juli 1988, Vigo
- Halbmarathon: 1:10:43 h, 1. Oktober 1995, Belfort
- Marathon: 2:26:51 h, 15. Oktober 1995, Donostia-San Sebastián